# Furcula
Furcula és un gènere de lepidòpters ditrisis de la família dels notodòntids (Notodontidae).

## Galeria

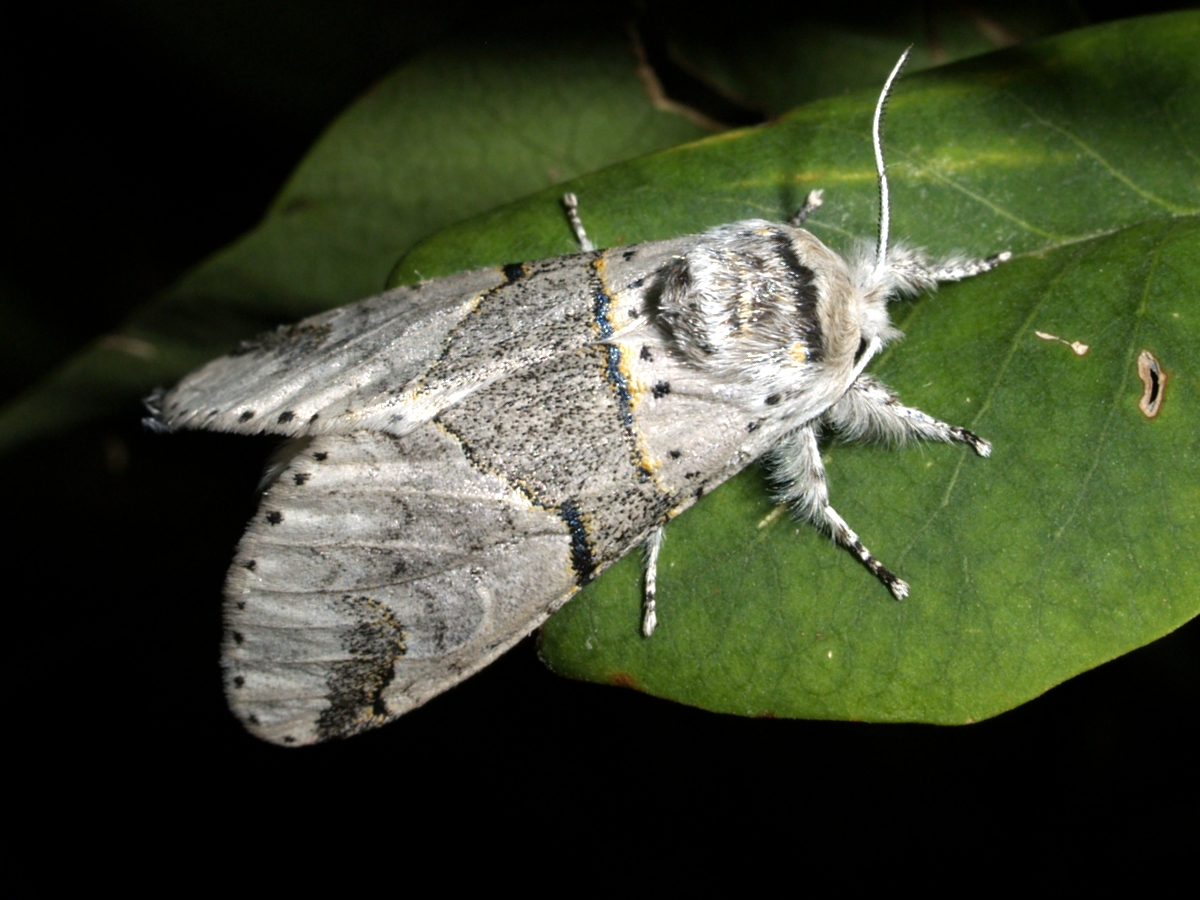
Furcula bifida
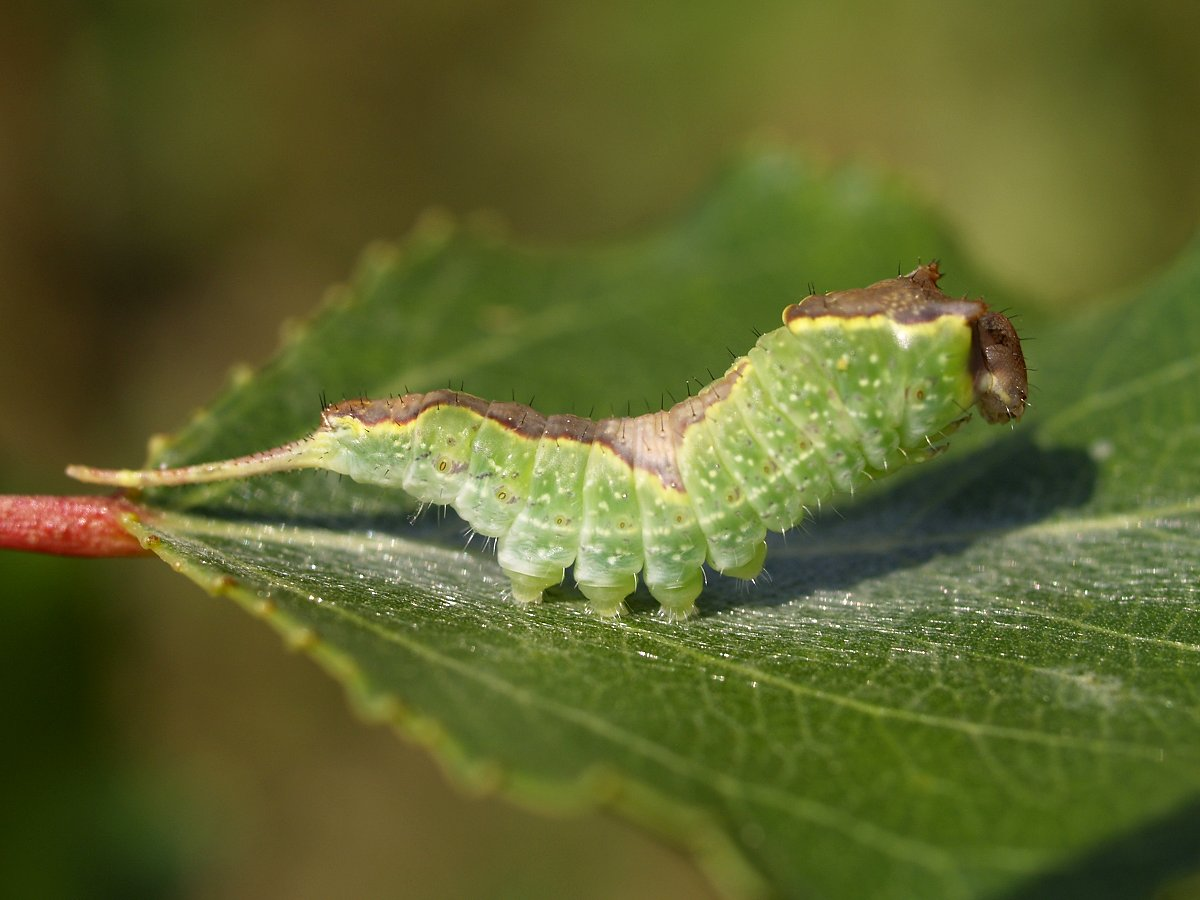
Furcula bifida, larva
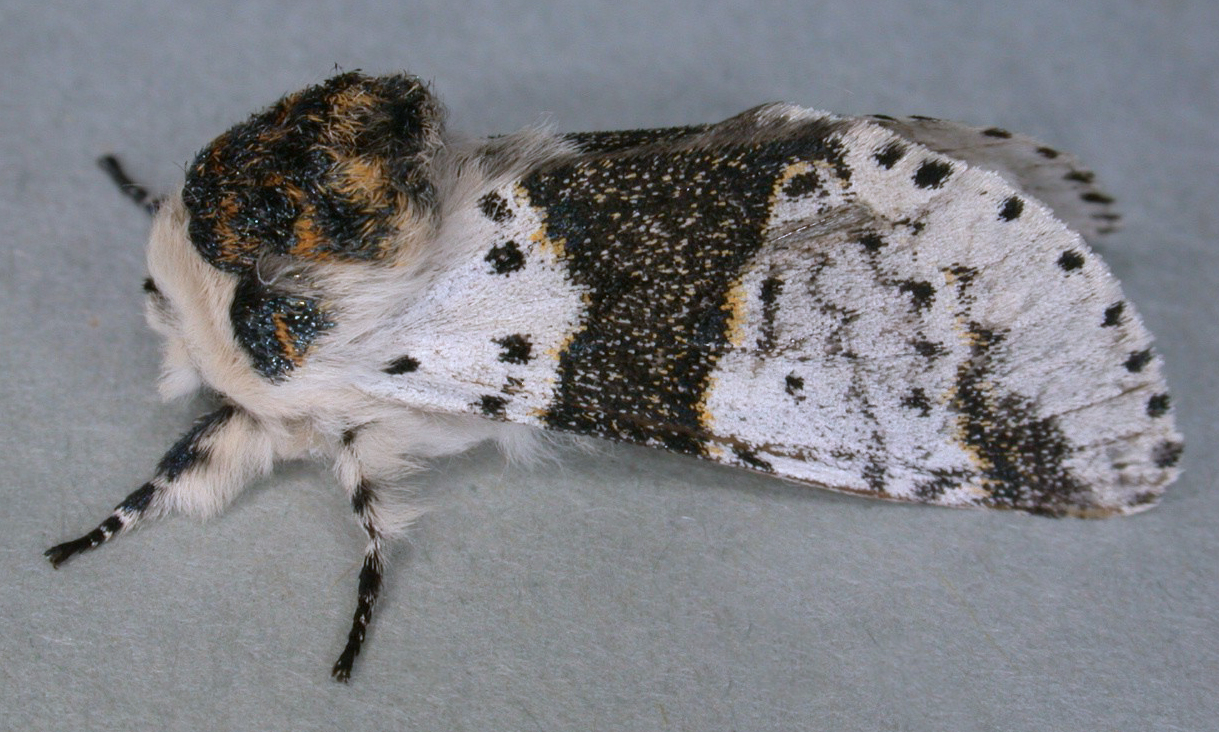
Furcula bicuspis
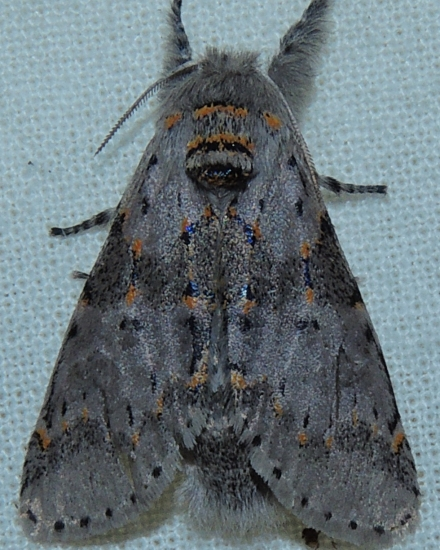
Furcula cinerea
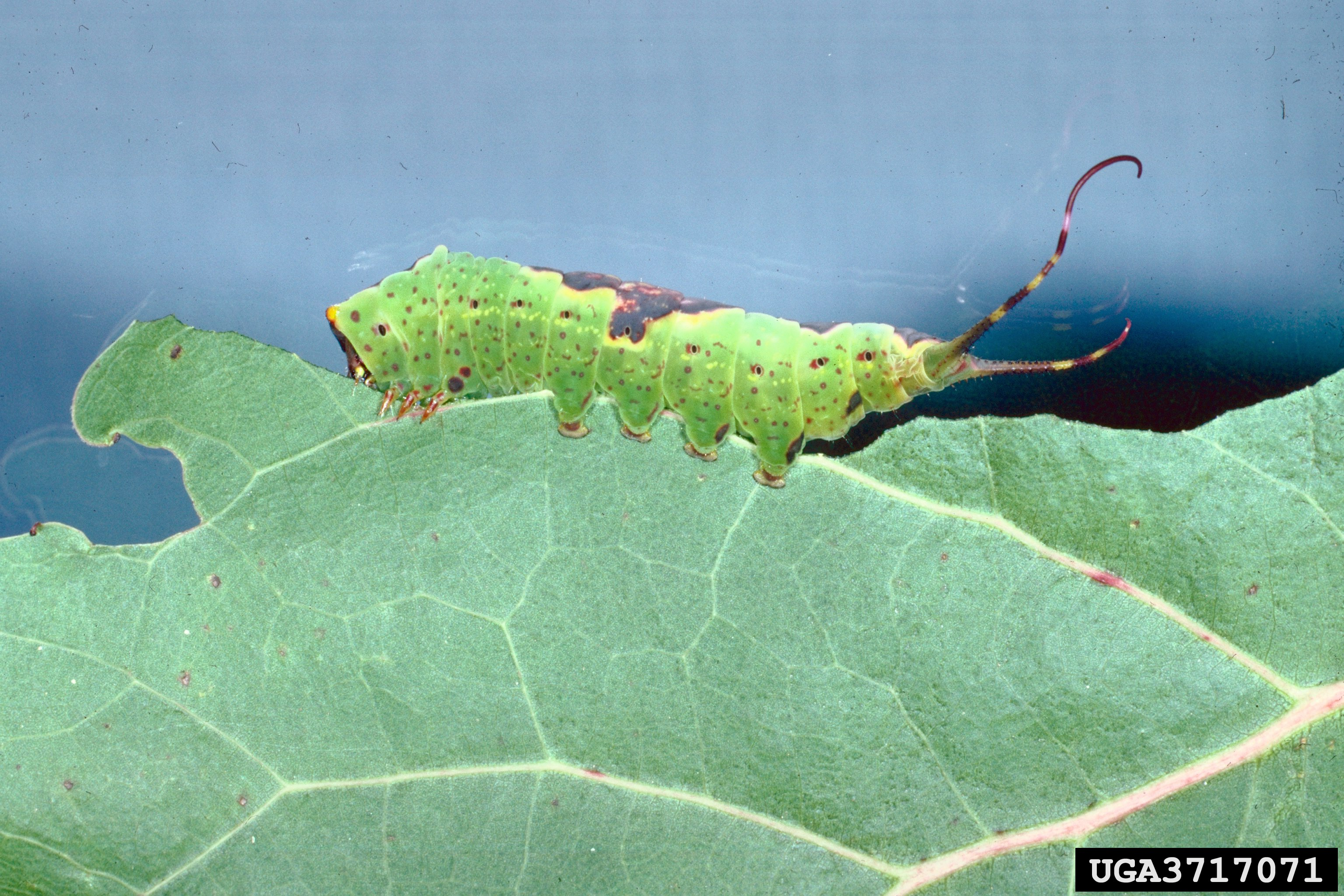
Furcula cinerea, larva
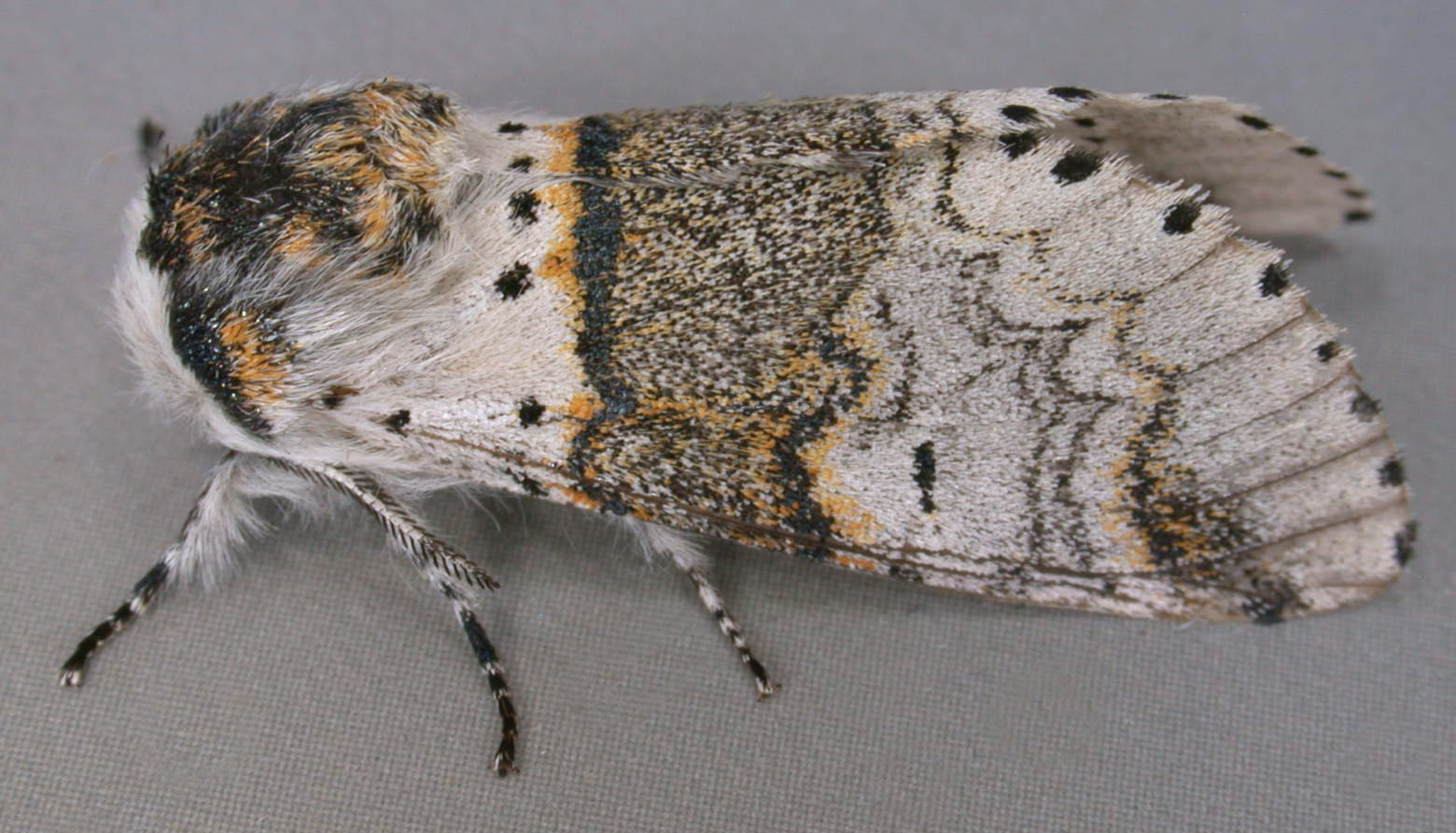
Furcula furcula